# Шемомисъл
Шемомисъл или Жемомисъл (на полски: Siemomysł, Ziemomysł; * 922, † ок. 950/960) е полулегендарен княз на славянското племе поляни, населявало днешна Полша.
Шемомисъл е споменат единствено в хрониката на Гал Аноним. Той е син на княз Лестек и баща на Мешко I, основателя на полската държава.